# Yudai Konishi
Yudai Konishi (født 18. april 1998) er en japansk fodboldspiller, som spiller for den japanske fodboldklub Tokushima Vortis.